# Digby and Sowton
Digby and Sowton – stacja kolejowa w Exeter, w hrabstwie Devon na linii kolejowej Avocet Line. Otwarta została w r. 1994. Stację wybudowano do obsługi osiedla mieszkalnego Digby i obszaru przemysłowego Sowton. Stacja jest połączona z Sowton drogą rowerową. Stacja jest krytykowana za nieprzystosowanie do obsługi pasażerów z brakiem wiaty włącznie.

## Ruch pasażerski
Stacja obsługuje ok. 570 460 pasażerów rocznie (dane za rok 2021/2022). Posiada bezpośrednie połączenia z Exeterem i Exmouth. Pociągi odjeżdżają ze stacji co pół godziny. Pociągi zatrzymują się na stacji na żądanie.

## Obsługa pasażerów
Automaty biletowe, kasa, postój taksówek, przystanek autobusowy.